# 심야의 비명
심야의 비명은 한국에서 제작된 심우섭 감독의 1968년 영화이다. 남궁원 등이 주연으로 출연하였고 국채완 등이 제작에 참여하였다.

## 출연

### 주연
- 남궁원
- 남정임
- 강문

## 제작진
- 조명: 강용신
- 미술: 송백규